# Амбију-Шато
Амбију-Шато (фр. Ambillou-Château) насеље је и општина у западној Француској у региону Лоара, у департману Мен и Лоара која припада префектури Сомир.
По подацима из 2011. године у општини је живело 968 становника, а густина насељености је износила 48,42 становника/km². Општина се простире на површини од 19,99 km². Налази се на средњој надморској висини од 77 метара (максималној 101 m, а минималној 47 m).

## Демографија
| 1962. | 1968. | 1975. | 1982. | 1990. | 1999. | 2011. |
| ----- | ----- | ----- | ----- | ----- | ----- | ----- |
| 755   | 750   | 691   | 708   | 726   | 807   | 968   |

График промене броја становника у току последњих година